# Othmar Gächter
Othmar Gächter SVD (* 17. Juli 1941 in Tobel TG) ist ein Schweizer Theologe.

## Leben
Nach der Matura Typus A mit Griechisch und Latein in Sarnen 1963 studierte er Philosophie, Theologie und Religionswissenschaft in St. Gabriel, Mödling bei Wien (1963–1970) und als Gasthörer Indologie und Sanskritstudien an der Universität Wien (1967–1968). Er erwarb Abschlüsse M.A. in Theology und M.A. in Religious Studies an der Katholieke Universiteit Leuven (1973). Er studierte Sanskrit an der School of Oriental and African Studies, Universität London (1973–1974). Er wurde 1978 an der Banaras Hindu University in Varanasi in indischer Philosophie und Religion promoviert. Er forschte und lehrte in Indien (1977–1986, 1994, 2000 und 2010). An der Philosophisch-Theologischen Hochschule SVD Sankt Augustin lehrte er als Dozent (1987) und Professor für Religionswissenschaft (1998–2009). Er arbeitete an Anthropos. Internationale Zeitschrift für Völker- und Sprachenkunde mit.
Seine Forschungsschwerpunkte sind Hinduismus, Sikhismus und Islam v. a. Volksreligiosität in Indien, Kalamkari Kunst – handbemalte Textilien aus Andhra Pradesh (Indien) in hinduistischer und christlicher Tradition sowie Kultur und Religion in der Begegnung mit dem Fremden.

## Publikationen (Auswahl)
- Hermeneutics and Language in Pūrva Mīmāmsā. A Study in Śābara Bhāsya Motilal Banarsidass, Delhi u. a. 1990, ISBN 81-208-0692-1 (zugleich Dissertation,  Banaras Hindu University 1978).